# 阿尔瓦拉特德辛卡
阿尔瓦拉特德辛卡，是西班牙阿拉贡自治区韦斯卡省的一个市镇。总面积44平方公里，总人口1203人（2001年），人口密度27人/平方公里。